# Melodi Grand Prix 2018
Der 56. Melodi Grand Prix 2018 fand am 10. März 2018 im Oslo Spektrum statt und war der norwegische Vorentscheid für den Eurovision Song Contest 2018 in Lissabon (Portugal). Alexander Rybak gewann mit dem Lied That’s How You Write A Song.

## Format

### Konzept
Entsprechend der Änderung aus dem Jahr 2017 wird auch 2018 ein Finale mit drei Runden ausgetragen. Alle zehn Teilnehmer werden in der ersten Abstimmungsrunde durch 50 % internationales Juryvoting und durch 50 % Televoting bewertet. Die besten vier Teilnehmer mit den meisten Stimmen aus der ersten Runde treten danach in der zweiten Runde, dem sogenannten Goldfinale, noch einmal gegeneinander an. Hierbei bestimmen ausschließlich die Zuschauer die zwei Finalisten für das Goldduell. Der Gewinner der Sendung und den Interpreten, der Norwegen beim Eurovision Song Contest 2018 vertritt, wird danach auch ausschließlich vom Televoting bestimmt.

### Beitragswahl
Vom 31. Januar 2017 bis 10. September 2017 hatten Komponisten die Gelegenheit, einen Beitrag beim norwegischen Fernsehen NRK einzureichen. Dabei durften norwegische sowie ausländische Komponisten Beiträge einreichen. Allerdings wird NRK vorzugsweise norwegische Komponisten auswählen. Insgesamt wurden 1200 Beiträge bis zum Einsendeschluss bei NRK eingereicht. Gegenüber dem Vorjahr wurden 200 Beiträge mehr eingereicht und bedeutete damit einen neuen Rekord. Der neue Produzent und Musikdirektor des Melodi Grand Prix Stig Karlsen wählte die zehn Teilnehmer aus.

## Teilnehmer
Am 15. Januar 2018 stellte NRK auf einer Pressekonferenz alle zehn Teilnehmer des Vorentscheides vor. Unter ihnen waren drei ehemalige norwegische ESC-Vertreter: Alexander Rybak, der für Norwegen den Eurovision Song Contest 2009 gewinnen konnte, Stella Mwangi, die Norwegen 2011 in Düsseldorf vertrat, und Aleksander Walmann, der Norwegen 2017 zusammen mit Joakim With Steen vertrat. Letzterer kehrt auch als Komponist zurück sowie auch Kjetil Mørland, der Norwegen 2015 vertrat.
| Startnr. | Interpret          | Lied Musik (M) und Text (T)                                                 | Sprache    | Übersetzung (inoffiziell) | Bild               |
| -------- | ------------------ | --------------------------------------------------------------------------- | ---------- | ------------------------- | ------------------ |
| 01       | Stella & Alexandra | You Got Me M/T: Stella Mwangi, Gustav Eurén, Niclas Arn, Andreas Alfredsson | Englisch   | Du hast mich              | Stella & Alexandra |
| 02       | Aleksander Walmann | Talk to the Hand M/T: Joakim With Steen, Jonas McDonnell, Magnus Klausen    | Englisch   | Rede mit der Hand         | Aleksander Walmann |
| 03       | Ida Maria          | Scandilove M/T: Ida Maria Børli Sivertsen, Stefan Törnby                    | Englisch   | Skandi-Liebe              | Ida Maria          |
| 04       | Nicoline           | Light Me Up M/T: Nicoline Berg Kaasin, Johan Larsson, Emilie Adams          | Englisch   | Zünde mich an             | Nicoline           |
| 05       | Tom Hugo           | I Like I Like I Like M/T: Tom Hugo Hermansen                                | Englisch   | Ich mag, ich mag, ich mag | Tom Hugo           |
| 06       | Charla K           | Stop the Music M/T: Charlotte Kjær, Per Gessle, Alex Shield                 | Englisch   | Stoppe die Musik          | Charla K           |
| 07       | Alejandro Fuentes  | Tengo otra M/T: Alejandro Fuentes, Angel Arce Pututi, Alejandro Pututi      | Spanisch   | Ich habe etwas anderes    | Alejandro Fuentes  |
| 08       | Vidar Villa        | Moren din M/T: Vidar André Mohaugen, Jonas Thomassen, Martin Thomassen      | Norwegisch | Deine Mutter              | Vidar Villa        |
| 09       | Rebecca            | Who We Are M/T: Kjetil Mørland                                              | Englisch   | Wer wir sind              | Rebecca            |
| 10       | Alexander Rybak    | That’s How You Write A Song M/T: Alexander Rybak                            | Englisch   | So schreibst du ein Lied  | Alexander Rybak    |

### Juryvoting
Das Juryvoting machte 50 Prozent des endgültigen Ergebnis aus. Insgesamt stimmten zehn europäische Länder ab und mussten sich für ein Lied entscheiden. Die vier bestplatzierten Länder qualifizierten sich für die Televoting Abstimmung.
| Startnr. | Lied                        | FR         | RU       | CZ         | DK       | BG        | EE      | MK             | IL     | SE       | UK                     | Gesamt |
| --- | --------------------------- | ---------- | -------- | ---------- | -------- | --------- | ------- | -------------- | ------ | -------- | ---------------------- | ------ |
| 01 | You Got Me                  | Frankreich |          |            |          |           |         |                |        |          | Vereinigtes Konigreich | 2      |
| 02 | Talk to the Hand            |            |          |            |          |           |         |                | Israel |          |                        | 1      |
| 03 | Scandilove                  |            |          |            |          |           |         |                |        |          |                        | –      |
| 04 | Light Me Up                 |            |          |            |          |           |         |                |        |          |                        | –      |
| 05 | I Like I Like I Like        |            |          |            |          |           |         |                |        |          |                        | –      |
| 06 | Stop the Music              |            |          |            |          |           |         |                |        |          |                        | –      |
| 07 | Tengo otra                  |            |          |            |          |           |         |                |        |          |                        | –      |
| 08 | Moren din                   |            |          |            |          |           |         |                |        |          |                        | –      |
| 09 | Who We Are                  |            |          |            | Danemark | Bulgarien |         |                |        | Schweden |                        | 3      |
| 10 | That’s How You Write A Song |            | Russland | Tschechien |          |           | Estland | Nordmazedonien |        |          |                        | 4      |
| Jury-Punktesprecher |                             |            |          |            |          |           |         |                |        |          |                        |        |
| - – Edoardo Grassi - – Ekaterina Orlova - – William Lee Adams - – Molly Plank - – Vasil Ivanov - – Mart Normet - – Meri Popova - – Alon Amir - – Helen Mattsson - – Jan Bors |                             |            |          |            |          |           |         |                |        |          |                        |        |

 Kandidat hat sich für das Goldfinale qualifiziert.

### Goldfinale
| Platz | Startnr. | Interpret          | Lied Musik (M) und Text (T) | Zuschauerstimmen (SMS) | Zuschauerstimmen (SMS) |
| Platz | Startnr. | Interpret          | Lied Musik (M) und Text (T) | Stimmen                | %                      |
| ----- | -------- | ------------------ | --------------------------- | ---------------------- | ---------------------- |
| 1.    | 4        | Alexander Rybak    | That’s How You Write A Song | 133.164                | 61,3 %                 |
| 2.    | 3        | Rebecca            | Who We Are                  | 046.260                | 21,3 %                 |
| 3.    | 1        | Stella & Alexandra | You Got Me                  | 029.784                | 13,7 %                 |
| 4.    | 2        | Aleksander Walmann | Talk to the Hand            | 07.927                 | 03,7 %                 |

 Kandidat hat sich für das Goldduell qualifiziert.

### Goldduell
| Platz | Startnr. | Interpret       | Lied Musik (M) und Text (T) | Zuschauerstimmen (SMS) | Zuschauerstimmen (SMS) |
| Platz | Startnr. | Interpret       | Lied Musik (M) und Text (T) | Stimmen                | %                      |
| ----- | -------- | --------------- | --------------------------- | ---------------------- | ---------------------- |
| 1.    | 2        | Alexander Rybak | That’s How You Write A Song | 306.393                | 71 %                   |
| 2.    | 1        | Rebecca         | Who We Are                  | 122.504                | 29 %                   |